# Budai Irgalmasrendi Kórház
A Budai Irgalmasrendi Kórház egy Budapest II. kerületi egészségügyi intézmény, amely a Frankel Leó utca 17–19. szám alatt működik.

## Története
Az Irgalmasrendi kórházat 1806-ban alapította a római katolikus, spanyol eredetű Betegápoló Irgalmas-szerzetesrend. Jelenlegi épülete a korábbi kisebb épületek helyén 1903-ban épült Kiss István és Fligauf Károly tervei szerint. A neogótikus stílusú új kórház építéshez a kormány és a főváros is anyagi segítséggel járult hozzá. A II. világháború után államosították az intézményt ORFI (Országos Reumatológiai és Fizioterápiás Intézet) néven, és az alapító rend csak 2000-ben kapta vissza tulajdonjogát.

## Osztályai
A kórház jelenleg a következő gyógyászati területeken van jelen:
- reumatológia
- fizioterápia
- általános belgyógyászat
- diabetológia
- allergológia-immunológia
- gasztroenterológia
- endokrinológia
- krónikus belgyógyászat
- kardiológia
- sebészet
- fül-orr-gégészet
- urológia
- ortopédia
- intenzív és aneszteziológia
- lymphoedema
- oszteoporózis
- nőgyógyászat
- bőrgyógyászat
- fogászat és szájsebészet
- szemészet
- neurológia
- pszichológia
- pszichoterápia

Emellett biztosít az igénylőknek lelkigondozó szolgálatot és közforgalmú gyógyszertárat is.

## Galéria

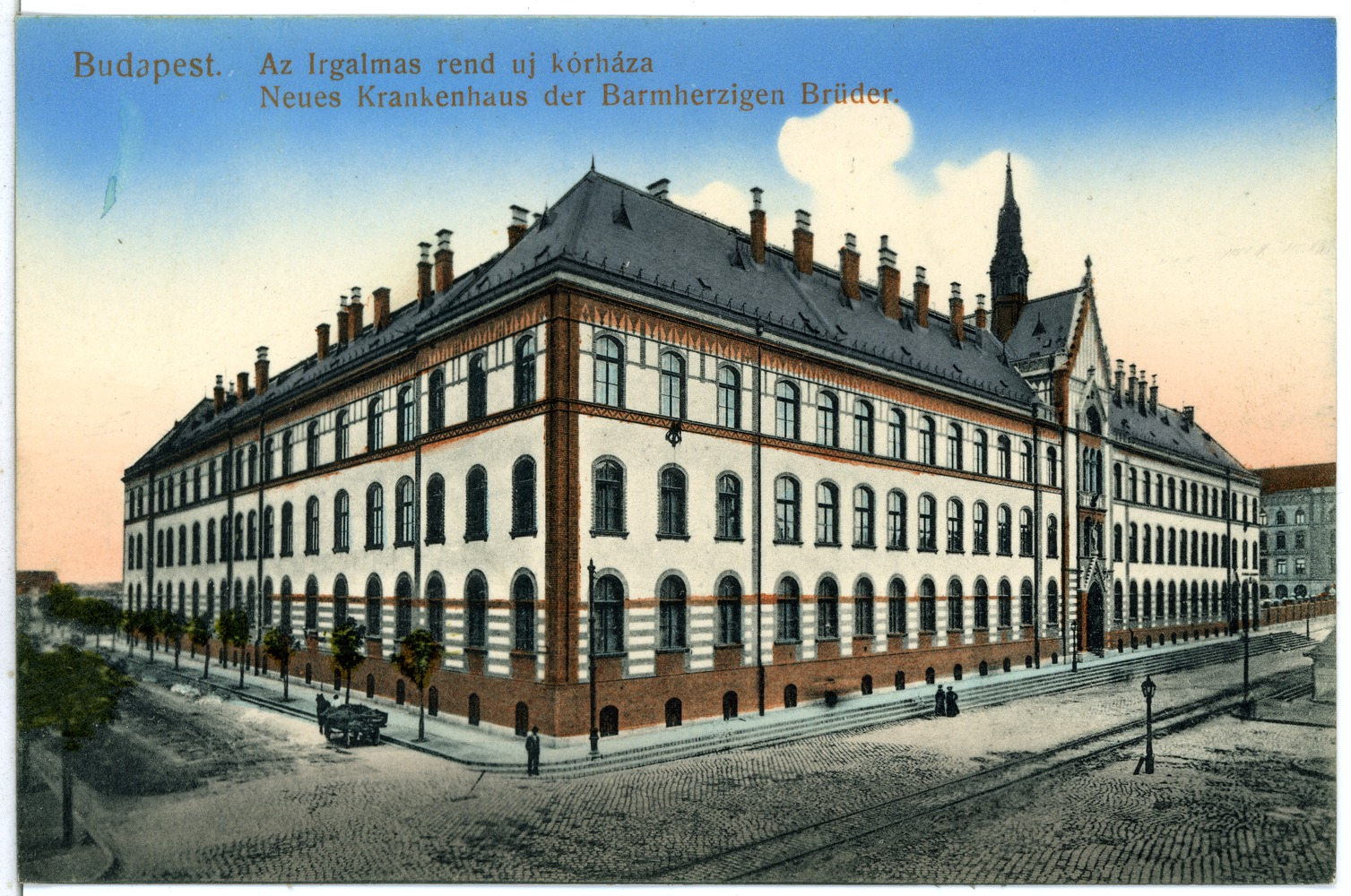
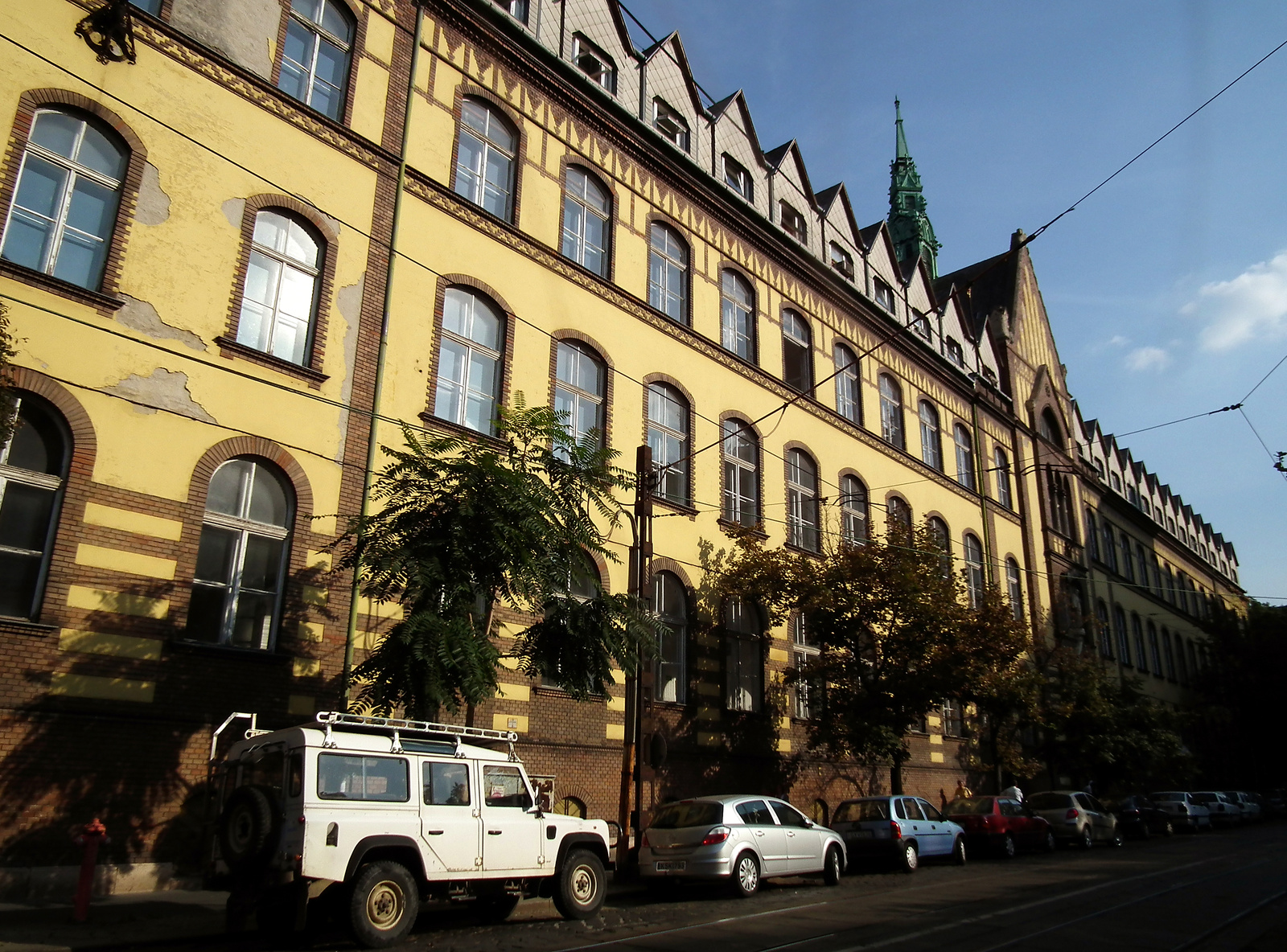
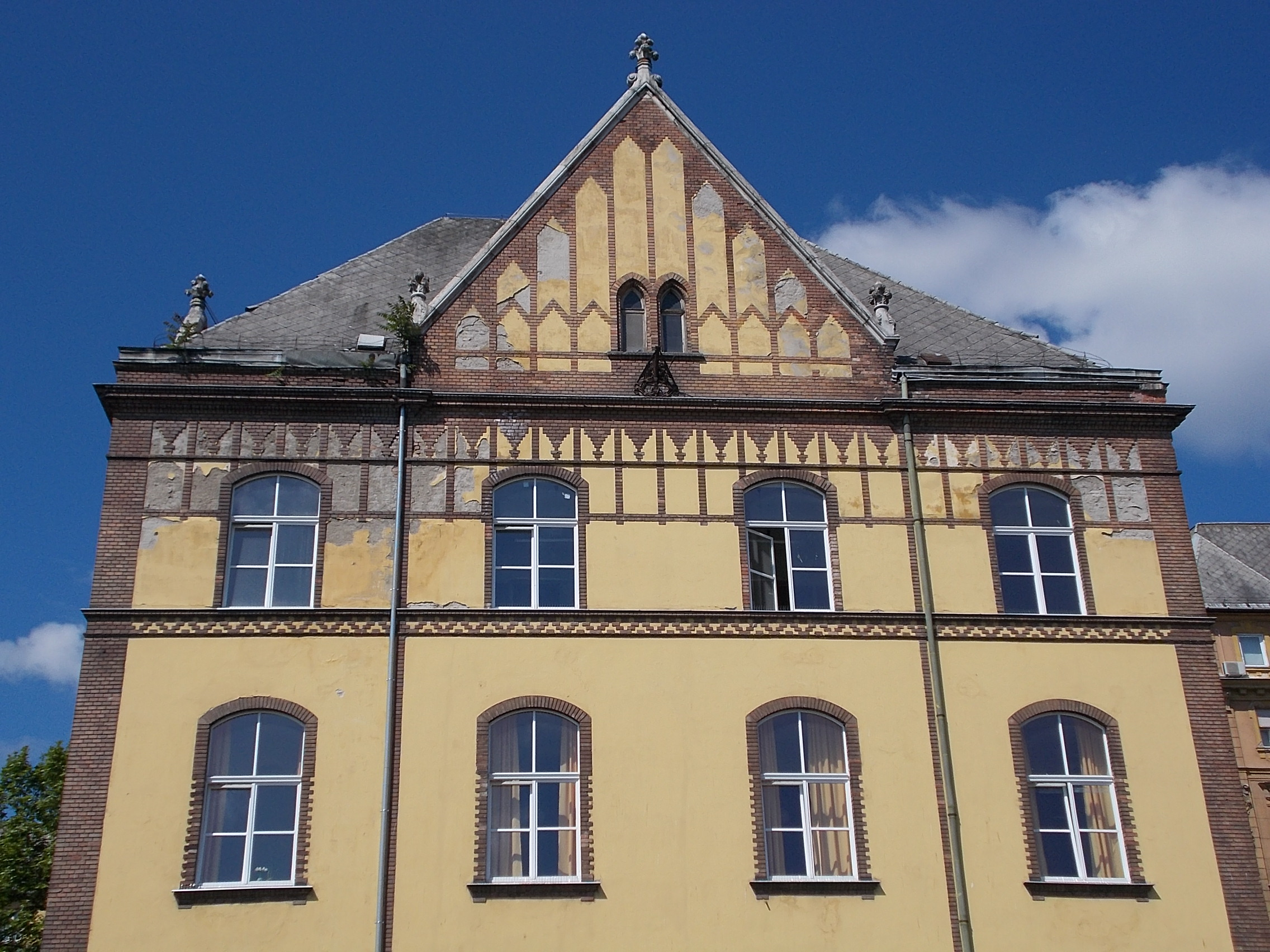
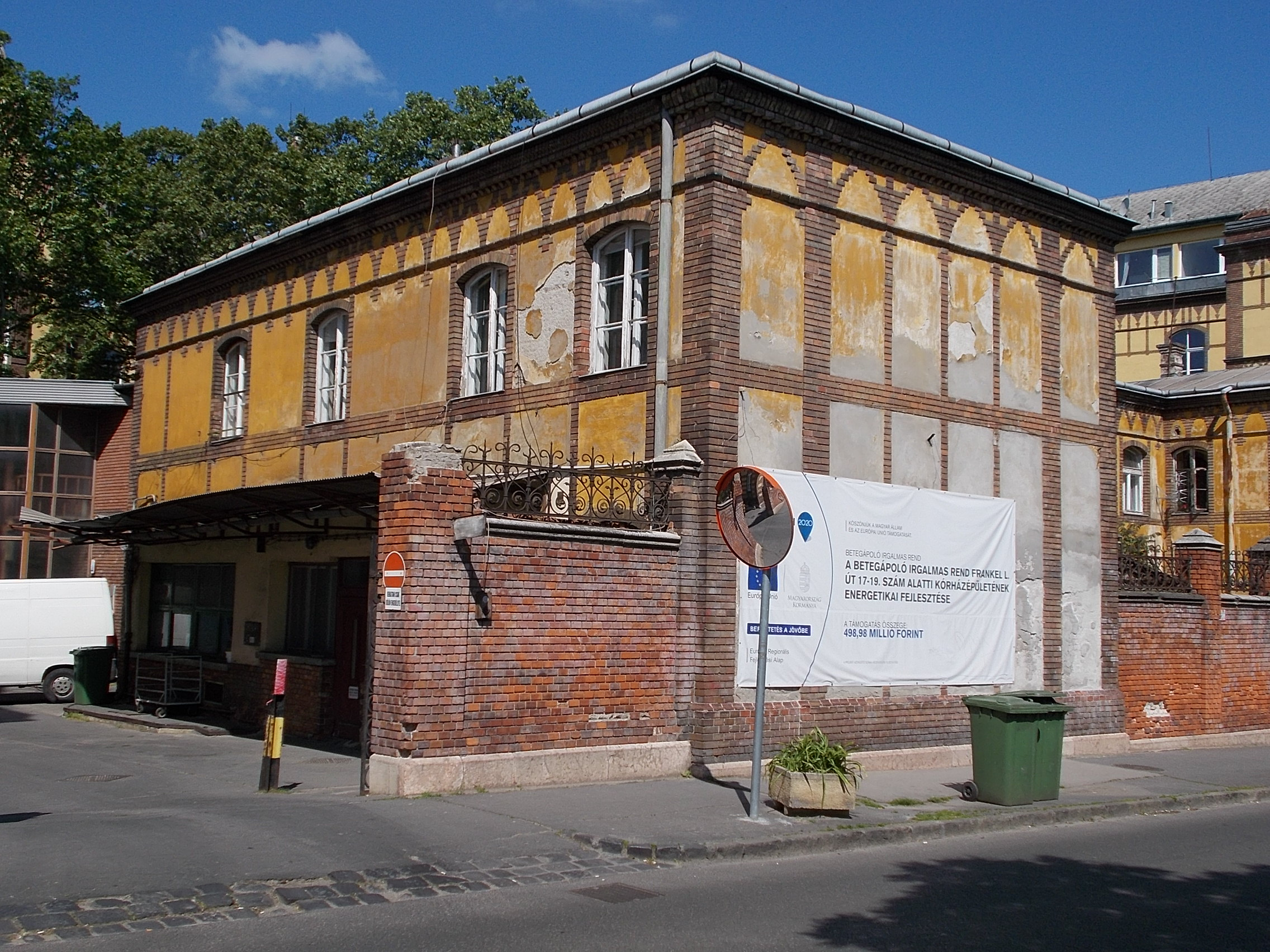